# Itera-Katusha/Saison 2010
Dieser Artikel listet Erfolge und Mannschaft des Radsportteams Itera-Katusha in der Saison 2010 auf.

## Erfolge in der Europe Tour
| Datum          | Rennen                                 | Kat. | Fahrer            |
| -------------- | -------------------------------------- | ---- | ----------------- |
| 14. März       | Trofeo Franco Balestra                 | 1.2  | Alexander Mironow |
| 26. März       | 6. Etappe Tour de Normandie            | 2.2  | Alexander Mironow |
| 9. April       | 1. Etappe Circuit des Ardennes         | 2.2  | Michail Antonow   |
| 9.–11. April   | Gesamtwertung Circuit des Ardennes     | 2.2  | Michail Antonow   |
| 14. April      | 1. Etappe Tour du Loir-et-Cher         | 2.2  | Alexander Porsew  |
| 16. April      | 3. Etappe Tour du Loir-et-Cher         | 2.2  | Alexander Porsew  |
| 14.–18. April  | Gesamtwertung Tour du Loir-et-Cher     | 2.2  | Michail Antonow   |
| 2. Mai         | Memorial of Oleg Dyachenko             | 1.2  | Alexander Mironow |
| 26. August     | 3. Etappe Giro della Valle d’Aosta     | 2.2  | Pjotr Ignatenko   |
| 24.–29. August | Gesamtwertung Giro della Valle d’Aosta | 2.2  | Pjotr Ignatenko   |
| 1. September   | 1. Etappe Tour de Slovaquie            | 2.2  | Alexander Porsew  |
| 3. September   | 3. Etappe Tour de Slovaquie            | 2.2  | Alexander Porsew  |
| 11. September  | 1. Etappe Tour of Bulgaria             | 2.2  | Sergei Rudaskow   |
| 17. September  | 7b. Etappe Tour of Bulgaria            | 2.2  | Pjotr Ignatenko   |

## Mannschaft
| Name                               | Geburtstag         | Nationalität | Team 2009                |
| ---------------------------------- | ------------------ | ------------ | ------------------------ |
| Michail Antonow                    | 4. Januar 1986     | Russland     | Katusha Continental Team |
| Arkimedes Arguelyes                | 9. Juli 1988       | Russland     | Neoprofi                 |
| Alexander Cholodow                 | 1. August 1988     | Russland     | Neoprofi                 |
| Pjotr Ignatenko                    | 27. September 1987 | Russland     | Katusha Continental Team |
| Dmitri Ignatjew                    | 27. Juni 1988      | Russland     | Lokomotiv                |
| Dmitri Kossjakow                   | 28. Februar 1986   | Russland     | Katusha Continental Team |
| Wjatscheslaw Kusnezow              | 24. Juni 1989      | Russland     | Neoprofi                 |
| Roman Maikin                       | 14. August 1990    | Russland     | Lokomotiv                |
| Alexander Mironow                  | 22. Januar 1984    | Russland     | Katusha Continental Team |
| Nikita Nowikow                     | 10. November 1989  | Russland     | Katusha Continental Team |
| Jewgeni Popow                      | 18. September 1984 | Russland     | Katusha Continental Team |
| Alexander Porsew                   | 21. Februar 1986   | Russland     | Katusha Continental Team |
| Pawel Ptaschkin                    | 23. Juni 1990      | Russland     | Moscow                   |
| Sergei Rudaskow                    | 21. Juni 1984      | Russland     | ZSK WWS Samara           |
| Andrei Solomennikow                | 10. Juni 1987      | Russland     | Katusha Continental Team |
| Stanislaw Starodubzew (bis 31.07.) | 23. April 1987     | Russland     | Katusha Continental Team |
| Stanislaw Wolkow                   | 5. März 1988       | Russland     | Lokomotiv                |
| Stagiaires                         | Stagiaires         | Nationalität | Nationalität             |
| Anton Worobjow                     | Anton Worobjow     | Russland     |                          |